# Bayah Timur
Bayah Timur is een bestuurslaag in het regentschap Lebak van de provincie Banten, Indonesië. Bayah Timur telt 5280 inwoners (volkstelling 2010).